# Clifford Jordan

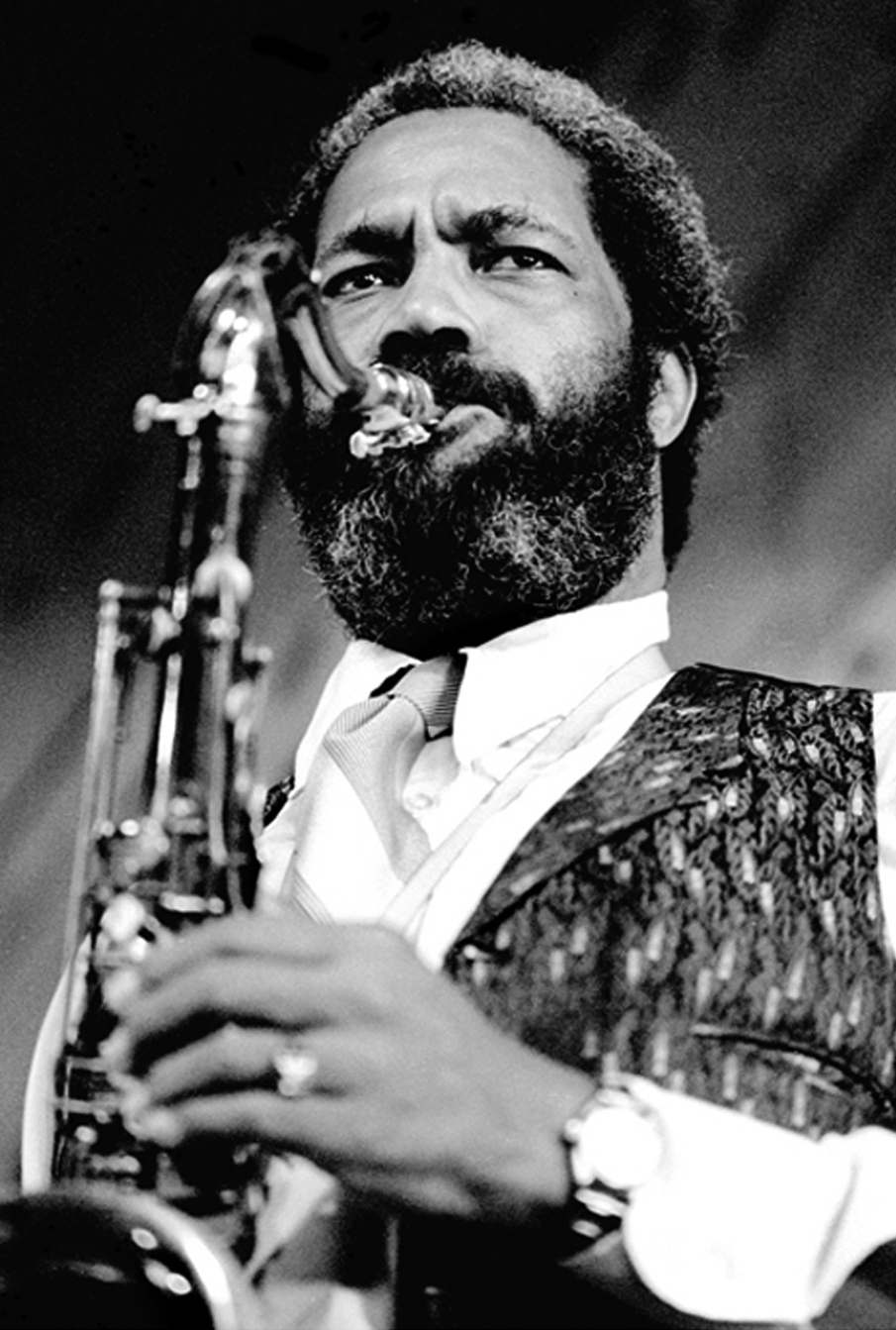
Clifford Jordan (1980)

Clifford Irving Stanley Jordan (* 2. September 1931 in Chicago, Illinois; † 27. März 1993 in Manhattan, New York) war ein US-amerikanischer Jazz-Saxophonist und Flötist.

## Leben und Wirken
Jordan spielte als Kind Klavier, bevor er zum Tenorsaxophon wechselte. Er begann mit Klassenkameraden der DuSable High School, Johnny Griffin, John Gilmore und John Jenkins aufzutreten. Seine ersten professionellen Auftritte hatte er mit Max Roach, Sonny Stitt und verschiedenen Rhythm-and-Blues-Bands.
1957 ging er mit Roach nach New York City, wo er Nachfolger von Sonny Rollins in Max Roachs Quintett wurde und drei Alben bei Blue Note einspielte, das erste, Blowing In from Chicago 1957 mit John Gilmore, Horace Silver, Curly Russell und Art Blakey. Danach arbeitete er mit Horace Silver, J. J. Johnson, Kenny Dorham und 1962 bis 1964 erneut mit Max Roach, wie bei dessen Impulse!-Album It’s Time 1962. 1964 nahm er an Charles Mingus’ legendärer Europatournee teil. In den Folgejahren wirkte er vorwiegend als Bandleader und unternahm mehrere Europatourneen. 1965 entstand mit Julian Priester ein Album, das dem Blues-Sänger Leadbelly gewidmet war. Von 1974 bis 1975 war er Mitglied des Quartetts von Cedar Walton. In dieser Zeit entstand auch sein Album Drink Plenty Water, das jedoch unveröffentlicht blieb und erst 2023 erschien. Weiterhin arbeitete er mit der Mingus Dynasty.
In seinen letzten Jahren leitete Jordan eine eigene Big Band; mit fast vergessenen Musikern wie Dizzy Reece, Kiane Zawadi, Jerome Richardson, Charles Davis und Vernel Fournier entstand Anfang der 1990er Jahre sein Album Down Through the Years. 1986 wirkte er bei Andrew Hills Album Shades mit. Als sein letztes Werk gilt das posthum 1997 erschienene Album The Mellow Side of Clifford Jordan mit Jazz-Standards wie Soul Eyes und einem Ellington/Strayhorn-Programm, an dem langjährige Weggefährten wie Julian Priester, Larry Willis und Mike LeDonne mitwirkten.

## Diskographische Hinweise
- Blowing In From Chicago, 1957, Blue Note
- Cliff Craft, 1957, Blue Note
- Cliff Jordan, 1957, Blue Note
- Spellbound, 1960, Riverside
- Bearcat, 1961, Jazzland
- Charles Mingus, Cornell 1964 (blue Note); The Great Concert, Paris 1964, 1964, America/MusiDisc
- These Are My Roots: Clifford Jordan Plays Leadbelly, 1965, Atlantic
- Glass Bead Games, 1974, Strata-East
- The Highest Mountain, 1975, Muse
- Two Tenor Winner!, 1984, Criss Cross
- Slide Hampton: Roots, 1985, Criss Cross
- Drink Plenty Water, 2003, Harvest Song Records (rec. 1974, Strata-East)